# ホセ・アンヘル・エスモリス・タセンデ
アンヘリーニョ（Angeliño）こと、ホセ・アンヘル・エスモリス・タセンデ（José Ángel Esmorís Tasende, 1997年1月4日 - ）は、スペイン・ガリシア州コリスタンコ出身のサッカー選手。ASローマ所属。ポジションはDF（LSB）。

## 経歴
10歳の時に出身地にほど近いデポルティーボ・ラ・コルーニャのカンテラに入団。
2012年7月8日、マンチェスター・シティFCと4年契約を結んだ。なお契約は翌年1月から有効となる。シティ移籍直後はU-18チームでプレーした。
2014年12月2日のサンダーランドAFC戦で初のベンチ入り。2016年1月30日、FAカップのアストン・ヴィラ戦でガエル・クリシーに代わり途中出場、トップチームデビューを果たした。
2018年6月15日、PSVアイントホーフェンに5年契約で完全移籍。
2019年7月3日、マンチェスター・シティFCに復帰し4年契約を締結したことが発表された。2019-20シーズンのプレシーズンマッチでのプレーをシティOBのアンディ・ヒンチクリフに酷評された。
2020年1月31日、RBライプツィヒにシーズン終了までのレンタルで移籍。リーグ戦13試合1ゴールを記録。更にCLでも躍動し、9月8日に1年間のレンタル延長が発表。2021年2月12日には、ライプツィヒへの完全移籍が決まった。
2022年8月8日、TSG1899ホッフェンハイムにレンタル移籍することが発表された。
2023年7月13日、ガラタサライSKにレンタル移籍した。
2024年1月30日、ASローマに買取オプション付きのレンタルで移籍した。2月5日、カリアリ・カルチョ戦に先発出場し移籍後初出場を果たした。5月31日、買取オプションが行使され完全移籍することが発表された。

## タイトル

### チーム
マンチェスター・シティ
- FAコミュニティ・シールド : 2019

### 個人
- UEFAチャンピオンズリーグ 年間ベストチーム(スカッドオフザシーズン) 2019-20